# 1925 na política

## Eventos
- 1 de Março - Lauri Kristian Relander é eleito o 2° presidente da Finlândia.
- 25 de Novembro - Em Portugal é extinto o Ministério do Trabalho.
- 11 de Dezembro - Bernardino Machado substitui Manuel Teixeira Gomes no cargo de presidente da República Portuguesa.
- 17 de Dezembro - Manuel Teixeira Gomes abandona definitivamente Portugal.

## Nascimentos
| Data           | Nome                      | Profissão                                             | Nacionalidade   | Observações | Ref   |
| -------------- | ------------------------- | ----------------------------------------------------- | --------------- | ----------- | ----- |
| 21 de junho    | Luis Adolfo Siles Salinas | presidente da Bolívia em 1969                         | Bolívia         | m. 2005     |       |
| 29 de junho    | Giorgio Napolitano        | presidente de Itália desde 2006                       | Itália          |             |       |
| 21 de agosto   | Jorge Rafael Videla       | militar e presidente da Argentina de 1976 a 1981      | Argentina       |             | [ 1 ] |
| 26 de agosto   | Alain Peyrefitte          | pensador, político e diplomata                        | França          | m. 1999     |       |
| 4 de setembro  | Elias Hrawi               | presidente do Líbano de 1989 a 1998                   | França (Líbano) | m. 2006     |       |
| 13 de outubro  | Margaret Thatcher         | política britânica e primeiro-ministro de 1979 a 1990 | Reino Unido     |             |       |
| 23 de novembro | José Napoleón Duarte      | presidente de El Salvador de 1984 a 1989              | El Salvador     | m. 1990     |       |
| 23 de dezembro | Pierre Bérégovoy          | político                                              | França          | m. 1993     |       |

## Mortes
| Data            | Nome                              | Profissão                                                      | Nacionalidade | Observações | Ref   |
| --------------- | --------------------------------- | -------------------------------------------------------------- | ------------- | ----------- | ----- |
| 28 de fevereiro | Friedrich Ebert                   | foi um político alemão e presidente da Alemanha de 1919 a 1925 | Alemanha      | n. 1871     | [ 2 ] |
| 12 de agosto    | Severo Fernández Alonso Caballero | presidente da Bolívia de 1896 a 1899                           | Bolívia       | n. 1849     |       |
| 29 de agosto    | Henrique da Gama Barros           | jurista e historiador                                          | Portugal      | n. 1833     |       |
| 16 de novembro  | José Diogo Arroyo                 | cientista, jornalista e político                               | Portugal      | n. 1854     |       |